# Embudo de ventas
El embudo de ventas o conversión es una metáfora usada en mercadotecnia o administración de empresas para referirse a las fases de la ventas. Es el proceso por el que las oportunidades potenciales de ventas son cualificadas y seleccionadas para convertirlas en oportunidades reales que terminan en transacciones reales.
El concepto se representa como una herramienta gráfica que muestra las oportunidades de negocio (y sus montos) en cada paso del proceso de ventas de su empresa y se utiliza especialmente por los equipos de ventas de las grandes empresas.

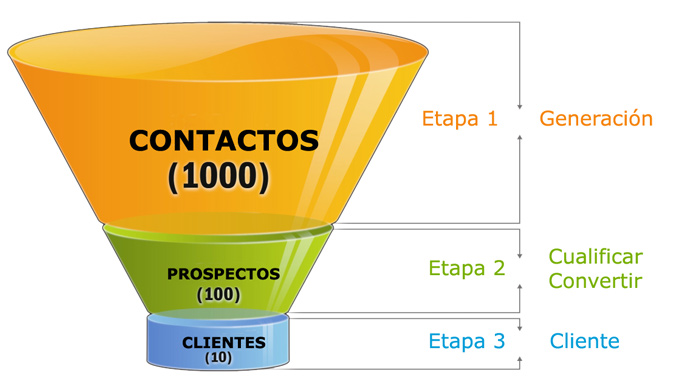
Embudo de ventas general

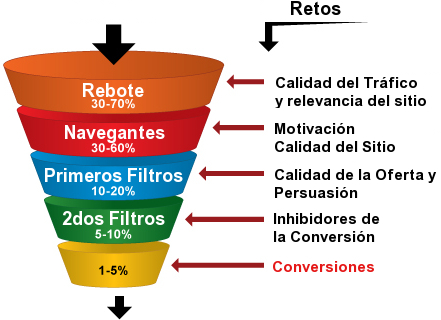
Embudo de ventas de un sitio web

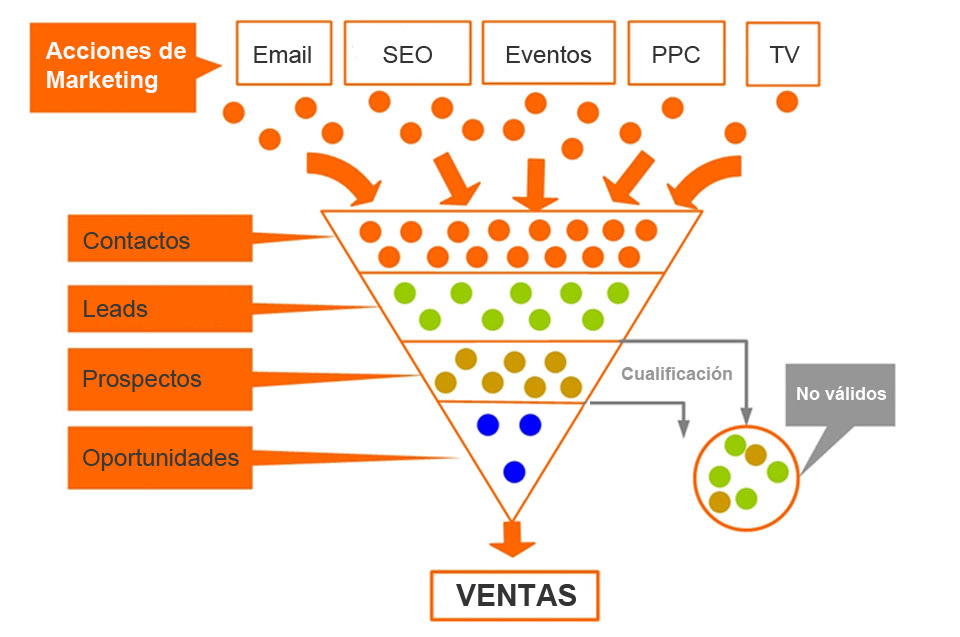
Embudo de ventas en línea

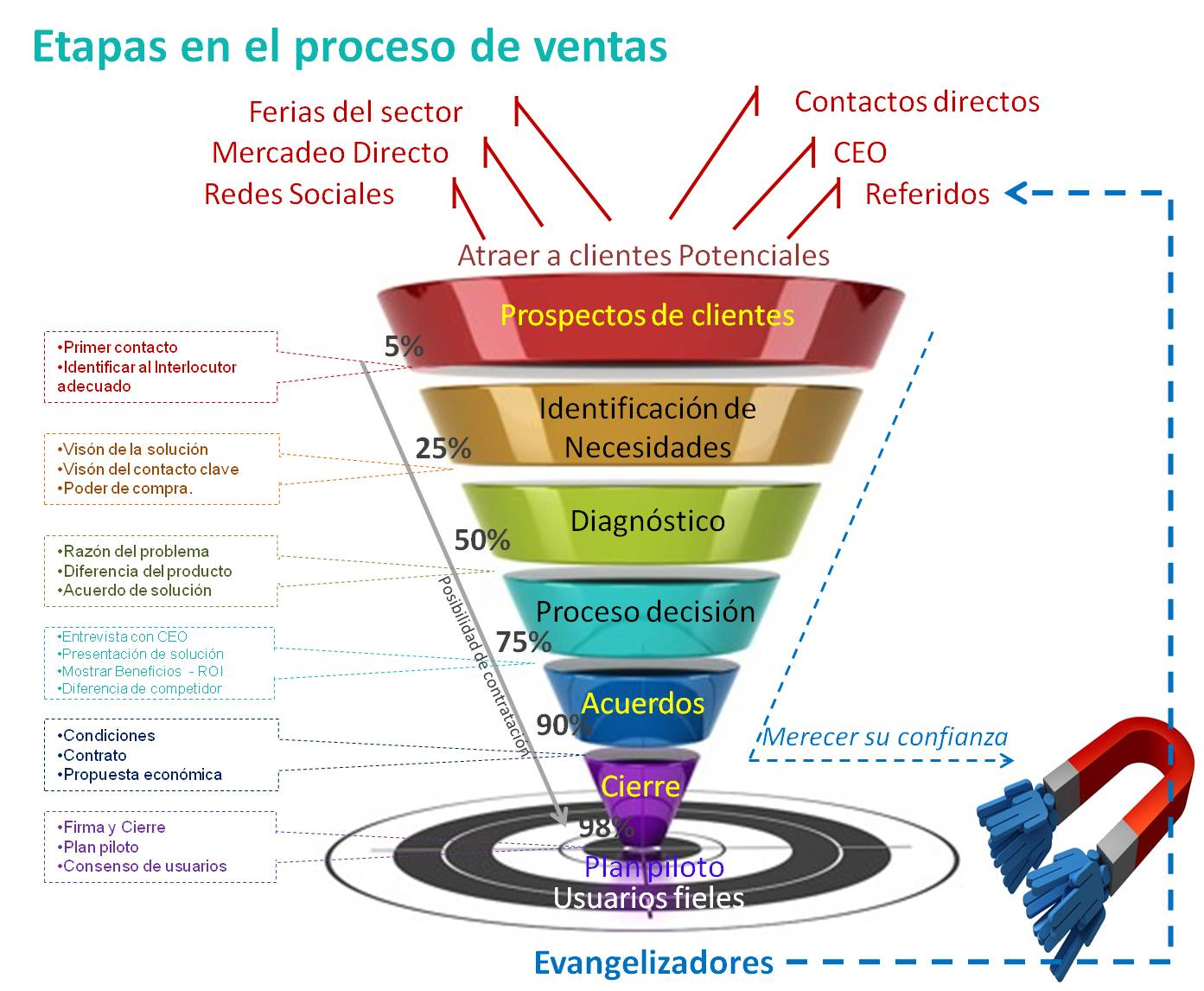
Embudo de ventas tradicional

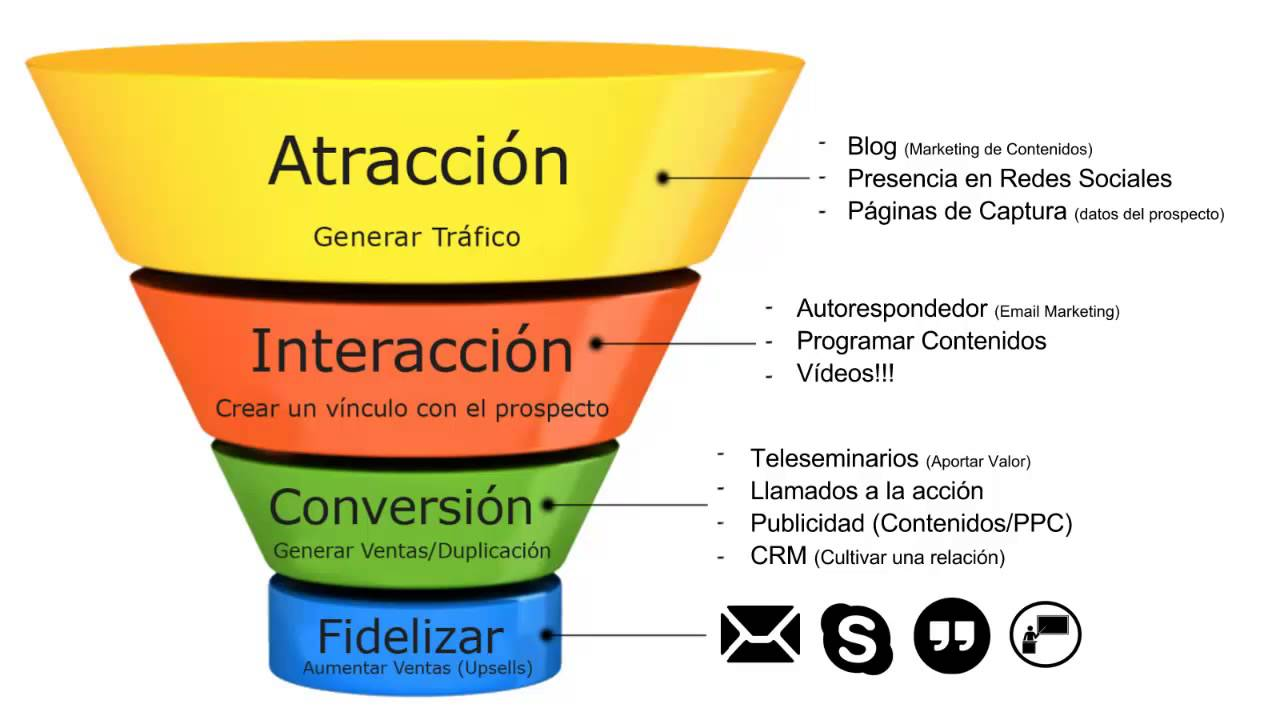
Embudo de ventas del mercadeo de atracción o contenidos

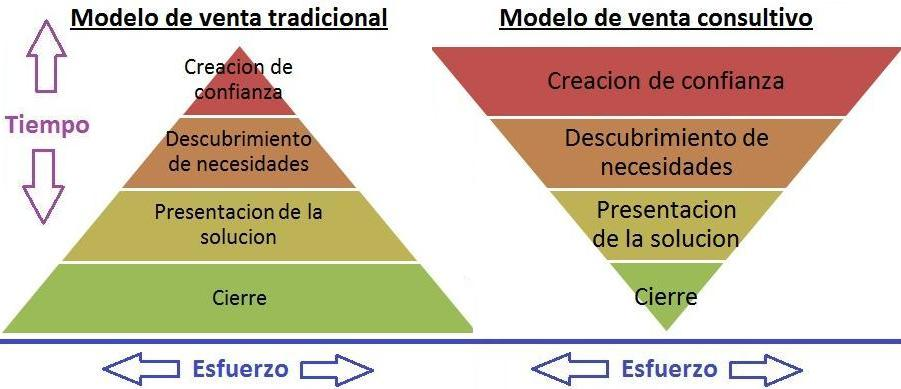
Embudo de ventas tradicional VS atracción

## Historia
Uno de los análisis más populares del consumidor es el conocido como «embudo del mercadeo». Este modelo presenta el proceso simplificado que sigue un consumidor desde que recibe información sobre un conjunto de productos o servicios hasta que compra una marca determinada. Su aplicación al mercadeo es de gran ayuda en el diagnóstico de una marca, así como para evaluar las acciones de mercadeo. Este modelo fue propuesto originalmente por Elmo Lewis en 1898 y se le conoció como el modelo AIDA, por las iniciales en inglés de las cuatro etapas del proceso de compra que sugería: conocimiento, interés, deseo y acción (awareness, interest, desire, action). El enfoque original ha sido modificado por muchos autores, quienes han incorporado nuevos eslabones, tales como prueba del producto y lealtad. Ha sido aplicado en otras disciplinas, como la prestación de los servicios e incluso, más recientemente, el análisis de las redes sociales en internet. También ha recibido críticas: hay quienes[¿quién?] lo consideran obsoleto para los tiempos actuales, sobre todo por el impacto de los medios digitales en los modos de acceder a la información y tomar decisiones de compra de los consumidores.[cita requerida]

## Fases Generales
El embudo se nutre de acciones de mercadeo de generación de demanda y de las propias acciones de prospección de la fuerza de ventas sobre su cartera de clientes o prospectos. Dichas oportunidades se cualifican mediante la investigación de la situación real del presunto cliente y sus posibilidades e intención de compra y por último culminan en la fase de venta con la construcción y lanzamiento de la oferta, la negociación, el cierre de la venta y la entrega de la solución vendida.
Para mantener el proceso de forma eficiente, cada fase debe ser alimentada y gestionada con herramientas específicas y todo el proceso con una visión global de gestión del embudo de ventas (sales funnel management).[cita requerida]
Las fases en términos generales, serían:

### EtapaLeado Dato
Es la primera etapa en el contacto con los clientes y se da cuando nos enteramos de que un cliente potencial existe (persona natural o jurídica). A esta información se le denomina Lead o Dato.

### Etapa Prospecto
Es la etapa que le sigue al LEAD y se califica así cuando, a partir de la investigación, obtenemos evidencias que nos permiten concluir que el cliente potencial podría requerir nuestros productos o servicios.

### Etapa Oportunidad
Es la etapa que le sigue al prospecto y comienza cuando nuestro cliente potencial manifiesta su interés o necesidad en nuestros productos.

### Etapa Oportunidad Calificada
Después de detectar una oportunidad es obligatorio calificarla. Cada vendedor debe tener una lista de 'preguntas inteligentes', cuyas respuestas son las que le permiten llevar al cliente potencial a través de las etapas. La oportunidad calificada nos brinda argumentos para la propuesta y para el cierre, o bien, para abandonar la oportunidad. Y el martillo

## Usos
Útil para controlar el flujo de trabajo en cada negocio llevándolo al cierre de ventas, definir prioridades, asignación de recursos y detectar cuellos de botella.
El profesional de ventas debe conocer su tasa de conversión de ventas al dividir el número de cierres de ventas que consigue en un período de tiempo determinado, por el número de prospectos en dicho período.
Los embudos de ventas son indispensables, ya que toda empresa y/o profesional independiente requiere definirlo para tener un flujo por el cual llevará a los desconocidos y los convertirá en clientes leales a la marca.
Existen diversos método para ejecutar un embudo de ventas, en los negocios tradicionales puede ser algo tan simple como el proceso de atención y/o compra dentro de una sucursal, sin embargo, en los negocios digitales existen diversas herramientas para ejecutar embudos de ventas, la finalidad de todas ellas es poder plasmar el proceso dentro de una serie de pasos accesibles para el usuario final.